# José Nahi
Estelle Marie Josée Nahi (* 29. Mai 1989 in Diégonéfla) ist eine ivorische Fußballspielerin.

## Karriere

### Verein
Nahi startete ihre Karriere mit Amazones de Koumassi und stand seit 2010 bei Omness de Dabou in der ivorischen Ligue 1 unter Vertrag. Im Sommer 2013 verließ sie Omness de Dabou und wechselte zum serbischen Meister ZFK Spartak Subotica. Dort bildete sie gemeinsam mit Landsfrau Tia Vino Ines N’Rehy das Sturmduo des UEFA Women’s Champions League Teilnehmers. Im Sommer 2014 verließ sie Serbien und wechselte nach Russland zum  russischen Meister Swesda 2005 Perm. Nach zwei Spielzeiten wechselte sie innerhalb Russlands, von Perm zu FK Rossijanka. Nahi verließ 2017 Russland und wechselte am 21. März 2017 nach Norwegen zu Arna-Bjørnar, wo sie am 22. April 2017 gegen den Lillestrøm SK Kvinner debütierte.

### Nationalmannschaft
Seit 2007 steht sie im Kader für die Ivorische Fußballnationalmannschaft der Frauen und wurde am 26. Oktober 2012 für den Coupe d’Afrique des nations féminine de football nominiert.